# Training Day (Fernsehserie)
Training Day ist eine US-amerikanische Fernsehserie. Sie basiert auf dem gleichnamigen Film und wurde vom Sender CBS ab 2. Februar 2017 ausgestrahlt. Die Hauptrolle spielte Bill Paxton, wobei diese zugleich die letzte vor seinem Tod im Februar 2017 darstellt. Insgesamt wurden 13 Folgen der Serie bestellt und bis Dezember 2016 produziert. Trotz schwacher Einschaltquoten beließ der ausstrahlende Sender die Sendung im Programm, verschob sie nach wenigen Folgen jedoch auf einen ungünstigeren Sendeplatz. Die Serie wurde nach nur einer Staffel eingestellt.
Die deutschsprachige Erstveröffentlichung erfolgt seit dem 10. November 2019 auf dem österreichischen Sender Puls 4 Sonntagfrüh in Doppelfolgen.

## Handlung
Der junge, schwarze Polizist Kyle Craig wird der Spezialeinheit von Frank Rourke zugeteilt. Dieser hat seine eigenen Regeln, was es für Craig schwierig macht, die Grenzen ihres Handelns zu erkennen. Rourkes Motto: „Nur wenn Du selbst wie ein Wolf bist, kannst Du einen Wolf fangen“. Ihre Einsätze erstrecken sich von der Terrorbekämpfung bis hin zum Waffenhandel.
Eine weitere Ermittlerin der Spezialeinheit ist Rebecca Lee. Im Gegensatz zu Craig stellt sie Rourkes Handlungen niemals infrage. Er ist für sie Vaterersatz, da er sie im Alter von 4 Jahren von Menschenhändlern befreite.

## Besetzung
Die Synchronisation der Serie wurde bei der EuroSync nach einem Dialogbuch von Heike Schroetter unter der Dialogregie von Nicolás Artajo erstellt.
| Rolle                        | Darsteller             | Synchronsprecher  |
| ---------------------------- | ---------------------- | ----------------- |
| Detective Frank Rourke       | Bill Paxton            | Frank Röth        |
| Officer Kyle Craig           | Justin Cornwell        | Nico Sablik       |
| Holly Butler                 | Julie Benz             | Victoria Sturm    |
| Detective Rebecca Lee        | Katrina Law            | Kaya Marie Möller |
| Detective Tommy Campbell     | Drew Van Acker         | Nicolás Artajo    |
| Detective III Valeria Chavez | Christina Vidal        | Vera Teltz        |
| Alyse Arrendondo             | Lex Scott Davis        | Rubina Kuraoka    |
| Deputy Chief Joy Lockhart    | Marianne Jean-Baptiste | Arianne Borbach   |

## Episodenliste
| Nr. | Deutscher Titel               | Originaltitel        | Erstausstrahlung (USA) | Deutschsprachige Erstausstrahlung (Österreich) | Regie             | Drehbuch                        |
| --- | ----------------------------- | -------------------- | ---------------------- | ---------------------------------------------- | ----------------- | ------------------------------- |
| 1   | Die dunkle Seite des Spiegels | Apocalypse Now       | 2. Feb. 2017           | 10. Nov. 2019                                  | Danny Cannon      | Will Beall, David Ayer          |
| 2   | Die Spitze des Eisbergs       | Tehrangeles          | 9. Feb. 2017           | 10. Nov. 2019                                  | Louis Shaw Milito | Will Beall, Barry Schindel      |
| 3   | El Cucuy                      | Trigger Time         | 16. Feb. 2017          | 17. Nov. 2019                                  | Nathan Hope       | Will Beall                      |
| 4   | Ehrenkodex                    | Code Of Honor        | 23. Feb. 2017          | 17. Nov. 2019                                  | Milan Cheylov     | Will Beall, Rebecca Dameron     |
| 5   | Das Feuer und das Geld        | Wages Of Sin         | 2. März 2017           | 24. Nov. 2019                                  | Steven A. Adelson | Will Beall, Robert David Port   |
| 6   | Die Wellen am Strand          | Faultlines           | 9. März 2017           | 24. Nov. 2019                                  | Matt Earl Beesley | Will Beall, Ian Shorr           |
| 7   | Tote Zeugen                   | Quid Pro Quo         | 8. Apr. 2017           | 1. Dez. 2019                                   | Eagle Egilsson    | Will Beall, Maisha Closson      |
| 8   | Väter und Verbrecher          | Blurred Lines        | 15. Apr. 2017          | 1. Dez. 2019                                   | Steve Shill       | Will Beall, Terence Paul Winter |
| 9   | Der Preis des Geschäfts       | Bad Day At Aqua Mesa | 22. Apr. 2017          | –                                              | Jeffrey G. Hunt   | Will Beall, Clay Senechal       |
| 10  | Spurlos                       | Sunset               | 29. Apr. 2017          | –                                              | Larry Teng        | Will Beall, Alexi Hawley        |
| 11  | Das Omelette-Business         | Tunnel Vision        | 6. Mai 2017            | –                                              | Christine Moore   | Will Beall, Rebecca Dameron     |
| 12  | Zwei Schlüssel, Teil 1        | Elegy Teil 1         | 13. Mai 2017           | –                                              | Anton Cropper     | Will Beall, Alec Wells          |
| 13  | Zwei Schlüssel, Teil 2        | Elegy Teil 2         | 20. Mai 2017           | –                                              | Eriq La Salle     | Will Beall, Bianca Sams         |